# Mihaha
Mihaha je literarni lik istoimenske otroške slovenske pesniške zbirke avtorice Mete Rainer.

## O pesniški zbirki
Pesniška zbirka je sestavljena iz petih tematskih sklopov: Jezdec Mihaha, Stonoga in žoga, Gobji ples, Dežela Tiktak in Nesporazum. Vsak sklop vsebuje približno deset kratkih šaljivih pesmi. Pripovedujejo o Mihahaju in njegovih težavah ter o ljudeh in stvareh, ki ga obdajajo vsak dan.
Med verzi najdemo življenjska spoznanja in resnice, kot so lenoba je puščoba, lepota in umetnost sta sonci življenja ...

## Predstavitev lika
Mihaha je radoživ in navihan fant, ki je zelo ponosen na svoje ime, ki se lahko v neskončnost nadaljuje (Mihaha-ha-ha-ha ...). Zafrkljivo govori o svojih težavah, da se potem tudi bralcem zdijo prav smešne. Ima starejšega brata Fičfiriča, ki je literarni lik istoimenske avtoričine starejše pesniške zbirke.

## O avtorici
Meta Rainer je učiteljica in pesnica. Izdala je štiri pesniške zbirke za otroke: Fičfirič, Mihaha, Zajček skakalček in Hokus pokus. Znana je po svojem humorju v pesmih, imenujejo jo tudi »mojstrica smeha«.